# Bistreț, Dolj
Bistreț este satul de reședință al comunei cu același nume din județul Dolj, Oltenia, România. Se află în partea de sud a județului, în Lunca Dunării, pe malul nordic al lacului Bistreț. Se află la o distanță de 73 km față de Craiova.

## Personalități
- Ilie Balaci, fotbalist

## Cultură
Bistreț dispune de multe obiective de interes cultural printre care:
▪ Biblioteca
▪ Căminul cultural
▪ Monumentul eroilor
▪ Biserica "Sfântul Nicolae și Sfinții Arhangheli Mihail și Gavril" construită în anul 1826
▪ Biserica "Izvorul Tămăduirii" din Bistrețu Nou
▪ Biserica "Sfinții Mihail și Gavril" din Plosca

## Pescuit
Pescuitul este una dintre activitățile de bază ale localnicilor. Comuna dispune de terenuri piscicole de 19 kmp.